# Craig Smith (rugby à XV)
Pour les articles homonymes, voir Craig Smith.
Pas d'image ? Cliquez ici

a Compétitions nationales et continentales officielles uniquement.

b Matchs officiels uniquement.
Dernière mise à jour le 9 janvier 2022.
Craig Smith, né le 30 août 1978 à Fulford, est un joueur écossais de rugby à XV évoluant au poste de pilier. Il compte 25 sélections nationales avec l'équipe d'Écosse.

## Biographie
Craig Smith joue au rugby à XV en catégorie junior avec le Berwick RFC (en), club d'Angleterre affilié à la Fédération écossaise. Il évolue ensuite avec le Melrose RFC,. En 1997, il porte le maillot national écossais en catégorie des moins de 19 ans.
Il pratique le rugby au haut niveau en 2000 avec le club des Edinburgh Reivers. Parmi les performances réalisées lors de ses années à Édimbourg, il atteint le stade des quarts de finales de la Coupe d'Europe en 2004.
Entre-temps, Smith obtient sa première cape internationale, le 15 juin 2002 contre l'équipe du Canada.
Après huit saisons sous le maillot d'Édimbourg, il continue sa carrière en France, d'abord avec le Racing Métro 92en Top 14, puis avec l'US Dax en Pro D2. Son contrat n'étant pas prolongé après une saison par les dirigeants landais, il rejoint le RC Narbonne, toujours en 2e division française.
En 2013, Smith s'installe à nouveau dans les Landes, s'engageant en division amateur avec le SA Hagetmau et se réinstallant à son domicile familial de Pouillon alors qu'il évoluait dans la sous-préfecture dacquoise.
Alors qu'il a déjà pris sa retraite de joueur, il prend en charge en 2017 l'équipe de Montfort-en-Chalosse, l'AS Montfort, évoluant alors en division Honneur,. Dans sa vie professionnelle, il exerce dorénavant le métier de chauffeur de poids lourd.

## Statistiques en équipe nationale
- 25 sélections[2].
- Sélections par années : 2 en 2002, 5 en 2004, 3 en 2005, 8 en 2006, 5 en 2007, 2 en 2008[2].
- Tournoi des Six Nations : 2006, 2008.